# Södermanlands runinskrifter Fv1954;22
Södermanlands runinskrifter Fv1954;22 är ett vikingatida runstensfragment av gnejsgranit i Lagnö, Vansö socken och Strängnäs kommun. 11 bitar av stenen påträffades hösten 1949 och fyra bitar har hittats senare.

## Inskriften
Translitterering av runraden:
...i : risti : ---... ... ...in... ... sin : han : iʀ : entaþr : i : austruiki : ut : o : la-...
Normalisering till runsvenska:
... ræisti ... ... ... ... sinn. Hann eʀ ændaðr i austrvegi ut a La[ngbarðalandi](?).
Översättning till nusvenska:
... reste ... ... ... ... sin. Han var död i österled uti Langbardiland